# Blohm & Voss Bv P.144
De Bv P.144 is een project voor een langeafstandsvliegboot dat werd ontwikkeld door de Duitse vliegtuigontwerper Blohm und Voss.
Het ontwerp was bedoeld om een vliegboot te ontwikkelen voor gebruik aan de oostkust van de Verenigde Staten. Het toestel moest ook kunnen worden gebruikt onder zware weersomstandigheden.
Het ontwerp moest een groot aantal taken gaan vervullen:
- Lange afstand verkenningsvliegtuig
- Tankvliegtuig voor strategische bommenwerper
- Ondersteuningsvliegtuig voor de U-boten
- Bommenwerper
- Mijnenlegger

De motoren waren vier vloeistofgekoelde 24-cilinder-Junkers Jumo 223 V-lijnmotoren. Deze waren in de voorrand van de vleugels aangebracht. De motoren hadden een vermogen van 2.500 pk elk.
De staartsectie had een V-vorm en was van twee richtingsroeren voorzien. Hierdoor werd er een vrij schootsveld gecreëerd voor de geschutskoepels. De drijvers onder de buitenvleugels konden niet worden ingetrokken.
De bemanning bestond uit tien man. In de achterkant van de romp, onder de staartboom, was een glazen koepel aangebracht. Van daaruit werden de op afstand bediende staart en buikkoepel bestuurd. Men kon er ook de op afstand bestuurbare wapens, zoals de Henschell Hs 293 of Fritz X, bedienen. Deze wapens werden aan ophangpunten onder de vleugels vervoerd. Hier konden ook torpedo’s, mijnen of gewone bommen worden vervoerd. Verder konden er wapens worden vervoerd in een waterdicht bommenruim.
De bewapening bestond uit een op afstand bediende FDL 151-staartkoepel met een 20mm-MG151/20-kanon, een op afstand bediende FDL 131-geschutskoepel met twee 13mm-MG131-machinegeweren onder de staartboom en twee op afstand bediende FDL 131's met twee 13mm-MG131-machinegeweren op de rug van de romp.
Dit project werd pas in 1944 geannuleerd. Als reden werd opgegeven dat er geen operationele behoefte meer bestond aan een dergelijk ontwerp.